# 坎普波因特 (伊利諾伊州)
坎普波因特（英語：Camp Point）是位於美國伊利諾伊州亞當斯縣的一個村落。

## 地理
坎普波因特的座標為40°02′32″N 91°03′54″W / 40.04222°N 91.06500°W，而該地最高點為海拔高度222米（即728英尺）。

## 人口
根據2010年美國人口普查的數據，坎普波因特的面積為3.00平方千米，均為陸地。當地共有人口1132人，而人口密度為每平方千米377人。